# EIF3S6
EIF3S6‏ (Eukaryotic translation initiation factor 3 subunit E) هوَ بروتين يُشَفر بواسطة جين EIF3S6 في الإنسان.